# Claire (esclave)
Pour les articles homonymes, voir Claire.
Claire (1700-1752) est une esclave rebelle de la colonie française de Guyane, figure du marronnage.

## Biographie
La Guyane abrite au XVIIIe siècle l'importante communauté marronne de la Montagne-Plomb, à partir de 1742 et où vivaient Claire et son compagnon Copéna. Elle est commandée par le marron Augustin puis par le marron André. Elle fait face à plusieurs assauts des soldats français alliés aux Amérindiens pour tenter d'éliminer cette communauté libre,.
En 1752, Claire et Copéna sont capturés. Ce dernier étant récidiviste du marronnage, il est condamné au supplice de la roue, et roué en place publique à Cayenne, alors que Claire est pendue et étranglée, sous les yeux de ses enfants. Ces supplices étaient destinés à avoir une valeur dissuasive sur les esclaves tentés de fuir mais malgré les châtiments prévus par le Code noir, les évasions et autres actes de révolte perdurèrent.
Les femmes marronnes sont évoquées dans la statue Les Marrons de la Liberté réalisée par Lobie Cognac en 2008, qui représente un couple résistant à l'oppression. La femme lâche un oiseau et un homme les bras levés brise ses chaînes. Elle se trouve au milieu du rond-point Adélaïde-Tablon sur la commune de Remire-Montjoly.